# AMX-13
O AMX-13 é um tanque leve francês produzido entre 1953 e 1985. Entrou em serviço no Exército Francês com a designação Char 13t-75 Modèle 51, e foi exportado para mais de 25 nações. Nomeado pelo seu peso inicial de 13 toneladas, com um chassi resistente e confiável, foi equipado com uma torre oscilante construída pela GIAT Industries (agora Nexter) com tambor tipo revólver que também foi usado no SK-105 Kürassier austríaco. Incluindo protótipos e versões de exportação, existem mais de uma centena de variantes, incluindo artilharia, sistemas anti-aéreos, VBTP, e versões ATGM. A produção total da série AMX-13 é de cerca de 7.700 unidades, das quais cerca de 3.400 foram exportadas.

## História

### Desenvolvimento
O tanque foi projetado no Atelier de Construção d'Issy-les-Moulineaux (AMX), em 1946, para atender a uma exigência de um veículo para transporte terrestre para apoiar os paraquedistas; o primeiro protótipo ficou pronto em 1948. Os engenheiros mais conhecidos envolvidos nos esforços da Direção de Estudos e Fabricação de Armamentos (Direction des Études et Fabrications d'Armements, DEFA) para restaurar a fabricação de veículos blindados franceses no pós-guerra foram o diretor da DEFA, Ingénieur Général de l'Armement Étienne Roland, e seu subordinado, o Ingénieur Général de l'Armement Joseph Molinié. O programa de desenvolvimento do AMX-13 atingiu seus estágios definitivos sob a direção de Roland e passou a ser responsabilidade de Molinié a partir de então. Molinié passou a ser considerado o pai do desenvolvimento de tanques franceses na era do pós-guerra, liderando um grande grupo de talentosos projetistas e engenheiros de armamentos da DEFA. Em 1946, o escritório da AMX em Satory reiniciou o desenvolvimento de tanques sob a direção de Molinié que, durante a Segunda Guerra Mundial, viajou pelos Estados Unidos para estudar os métodos americanos de produção e desenvolvimento de blindados.
O General André Demetz das forças paraquedistas, e um veterano da cavalaria, foi encarregado de um grupo de estudos responsável pelo futuro projeto de tanques leves do exército. Nessa época, a França precisava manter suas colônias para se manter como uma grande potência mundial. Demetz convenceu o estado-maior de que um caça-tanques aerotransportável era a arma ideal para desdobramento rápido, permitindo que os pára-quedistas mantivessem territórios ultramarinos. No início de 1947, um estudo de projeto subsequente foi atribuído à AMX. O veículo de 12 toneladas que eles imaginaram era um blindado com mobilidade estratégica, usando aeronaves de transporte de carga pesada, e armado com um canhão principal de 75mm de alta velocidade. Os tanques aerotransportáveis do tempo de guerra estavam fracamente armados e o M24 Chaffee existente era muito pesado - tendo sido aerotransportados para Dien Bien Phu, as unidades foram completamente desmontadas para tal e remontadas in situ.
A urgência de criar divisões aerotransportadas fortemente armadas levou o exército a estender a licitação de projetos alternativos de chassis de tanque de 12 toneladas no início de 1947. A AMX, a Forges et Chantiers de la Méditerannée (FCM) e a empresa de engenharia pesada Batignolles-Châtillon responderam com suas próprias propostas. Em maio de 1948, a Section Technique de l'Armée (Seção Técnica do Exército) deu parecer favorável às três propostas, e cada fabricante produziu um protótipo de chassi.

### Características

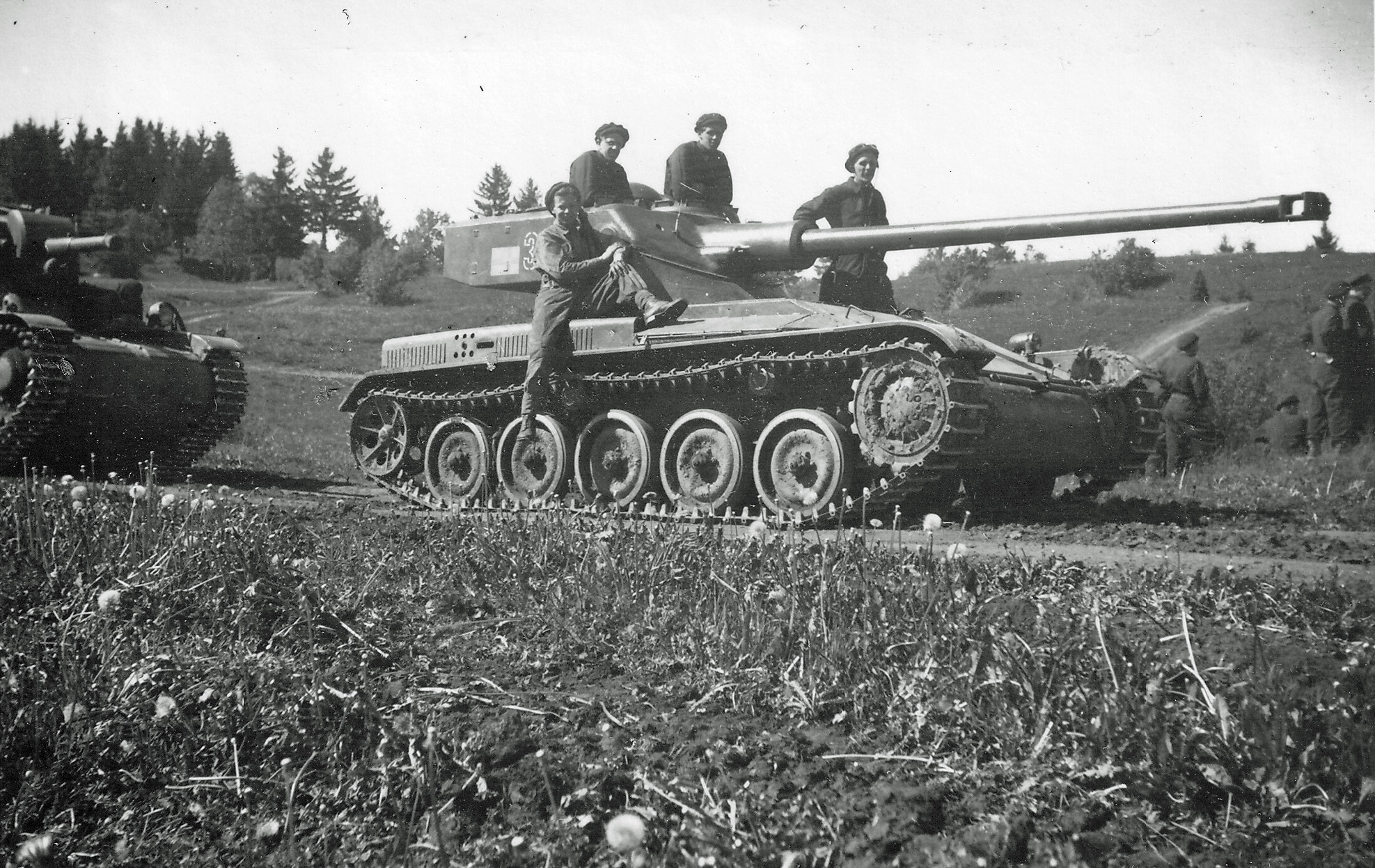
Variante inicial do AMX-13 testada na Suécia em 1952.

O compacto chassi tinha suspensão de barra de torção, com cinco rodas de estrada e duas rodas reversas, o motor percorre toda a extensão do tanque do lado direito com o motorista do lado esquerdo. Dispõe de uma torre oscilante FL-10 de duas partes onde o canhão está fixado à torre e toda a torre superior muda de elevação. A torre fica na parte traseira do veículo e abriga o comandante e atirador. O canhão original SA 50 de 75 milímetros era carregado por um sistema de carregamento automático alimentado por dois carregadores de seis tiros localizados em cada lado do carregador automático no movimento da torre. Os 12 tiros disponíveis nos carregadores de bateria significavam que a tripulação poderia atacar seus alvos rapidamente; no entanto, uma vez que esses obuses fossem gastos, o comandante e o atirador do veículo poderiam recarregá-los manualmente de dentro da torre ou recuar para cobertura e recarregar a munição de fora do veículo através das escotilhas acima.
A produção começou no ARE (Atelier de Construction Roanne) em 1952, com os primeiros tanques entregues no ano seguinte. Em 1964, a produção foi transferida para a Creusot-Loire em Chalon-sur-Saône, quando a ARE mudou para a produção do tanque principal AMX-30, e os números produzidos diminuíram significativamente.
Depois de 1966, os AMX-13 em serviço francês foram aprimorados com um canhão de média pressão CN-90-F3 L/52 de 90mm, disparando munições antitanque de alto explosivo (HEAT) mais eficazes; esta variante foi designada AMX-13/90. O F3 era semelhante ao canhão de baixa pressão DEFA D921/F1 desenvolvido para o Panhard AML-90, e até utilizava a mesma munição, embora possuísse uma velocidade inicial significativamente maior.
No início de 1970 modelos de exportação estavam disponíveis com uma arma ainda mais potente 105mm. Embora houvesse muitas variantes a torre e o chassi básicos foram praticamente inalterados até 1985, quando as mudanças, incluindo um novo motor a diesel, transmissão automática e nova suspensão hidropneumática foram introduzidas.
Produção interrompida em 1987. Suporte pós-venda e atualizações ainda são oferecidos através de GIAT Indústrias (agora Nexter).
O tanque AMX-13 foi extinto do serviço pelo exército francês na década de 1980. Atualmente os franceses usam veículos blindados semelhantes é o ERC 90 Sagaie eo AMX 10 RC.

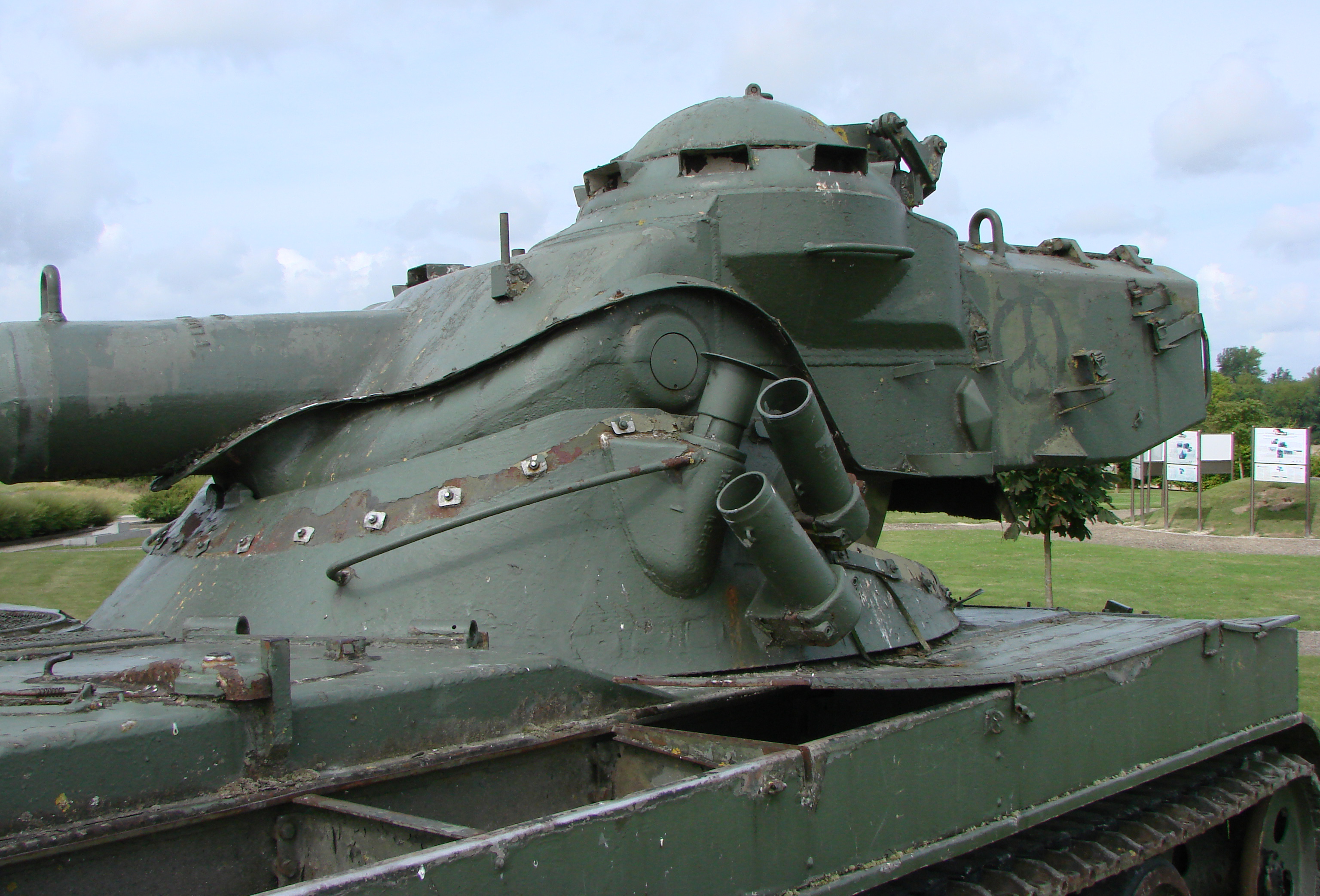

## Usado

### Atualmente
- Argentina - 24 AMX Mk F3 155 mm versão auto-propulsada
- Camboja - 12
- Costa do Marfim - 5
- Chipre - 12
- Djibuti - 60
- Equador - 102
- Indonésia - 500
- Kuwait - ?
- México - 409 AMX-VCI
- Nepal - ?
- Peru - 210
- Singapura - 350 AMX-13/SM1 (atualizado e melhorado, removido de serviço gradativamente)
- Tunísia - ?
- Venezuela - 36 AMX-13C.90

### Antigamente

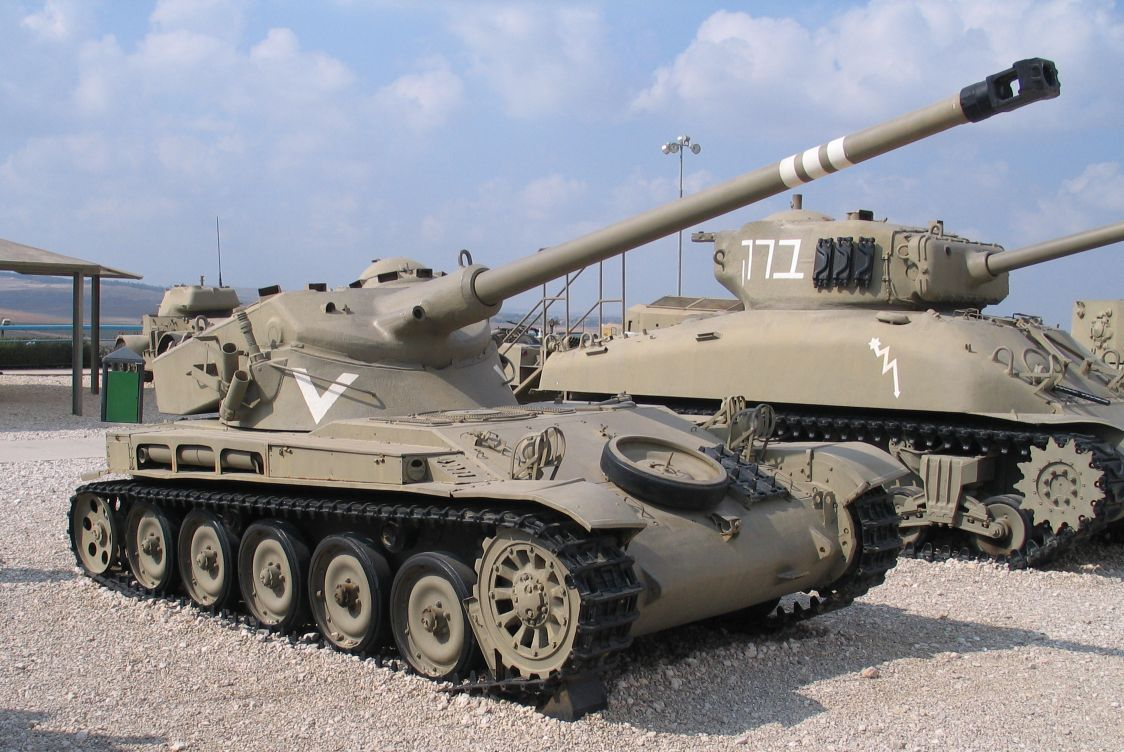

- AMX-13 Mk F3 155mm do Exército do Kuwait nas Colinas de Golã, Síria, na Guerra do Yom Kippur em 1973. Argélia - ?
- Áustria - ?

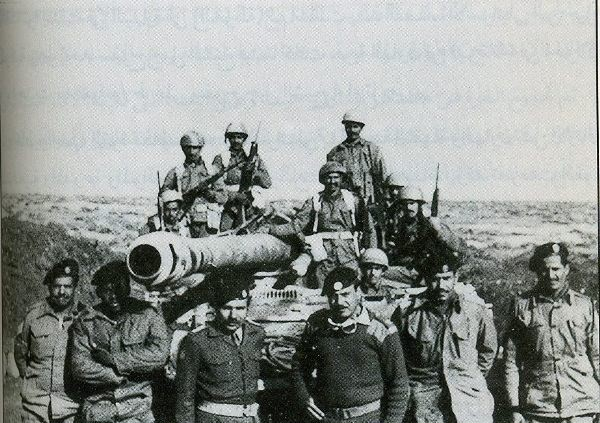
AMX-13 Mk F3 155mm do Exército do Kuwait nas Colinas de Golã, Síria, na Guerra do Yom Kippur em 1973.

- Argentina - 60 AMX-13/105 FL-12 atualmente fora de serviço.
- Bélgica - ?
- Chile - 12 AMX Mk F3 155 mm versão auto-propulsada
- República Dominicana - 15
- Egito - ?
- El Salvador - 12 encomendado, mais não existe confirmação de entrega.
- França - O AMX-13 foi tirado de serviço pelo exército francês em 1980.
- Guatemala - 12
- Índia - Exército indiano usou o AMX-13 contra o Paquistão na Guerra indo-paquistanesa de 1965. Um par de tanques AMX-13 foram capturados em condições operacionais pelo Exército paquistanês.
- Israel - extinto e vendido para Singapura em  1969.
- Líbano - 35 a serviço do exército libanês em 1976.
- Marrocos - substituído por SK-105 Kurassier.
- Países Baixos - 131
- Polisario, - ? (Capturado em marrocos na Guerra do Saara Ocidental).
- Suíça  - 200 AMX-13 apresentados como tanque leve entre 1952 e 1954. Servindo nos batalhões de tanques leves até 1961, e depois como veículos de reconhecimento no s batalhões de reconhecimento até que os últimos foram extintos em 1980.